# Elizângela
Elizângela do Amaral Vergueiro  (Resende, 11 de diciembre de 1954 - Guapimirim, 3 de noviembre de 2023) fue una actriz brasileña. Una de las actrices más conocidas del drama televisivo brasileño, ha recibido varios premios, incluido un Premio Extra, además de recibir nominaciones para un Premio APCA y dos Trofeos de Prensa.

## Inicios
Elizângela debutó en televisión cuando era niña, presentando varios programas infantiles, como Essa Gente Inocente y Capitão Furacão. En 1969 debutó como actriz en la película Quelé do Pajeú, por la que ganó el premio a la Mejor Actriz Revelación en el Festival de Cine de Santos. En 1971 debutó como actriz en televisión con un personaje secundario en la telenovela O Cafona de TV Globo, lo que le valió una nominación al Trofeo de Prensa a la Revelación del Año. Alcanzó el apogeo de su éxito en la década de 1970 debido a su intensa participación en producciones televisivas, especialmente por su personaje Patrícia, una de las protagonistas de Locomotivas (1977).
Al mismo tiempo, Elizângela inició su carrera musical con el éxito "Pertinho de Você". La canción se convirtió en un éxito en todo el país en 1978, manteniéndose en la cima de las listas durante varios meses y su talento fue reconocido en varios premios. Se hizo popular por sus personajes intensos y extravagantes, generalmente cómicos, como la falsa Mariúcha de Jogo da Vida (1982), la obsesiva Marilda de Roque Santeiro (1985), la extravagante Rosemary Pontes de Pedra sobre Pedra (1992) y la divertida Noêmia de The Clone (2001). Vivió uno de los momentos más memorables y recordados de su carrera cuando interpretó a la chantajista Djenane Pereira en Senhora do Destino (2004), la mejor amiga del villano Nazaré Tedesco, interpretado por Renata Sorrah. Un dúo inolvidable.
Elizângela recibió elogios del público y de la crítica por su actuación dramática en la telenovela A Força do Querer, en el papel de la sufrida Aurora Duarte, madre de Bibi Perigosa (Juliana Paes), protagonista de la trama que se ve envuelta en una vida de crimen y tráfico. Por este trabajo ganó el Premio Extra a la Mejor Actriz de Reparto, recibiendo nominaciones al Premio APCA a la Mejor Actriz de Televisión y al Premio Mejor del Año a la Mejor Actriz de Reparto.

## Postura antivacunas COVID-19
Elizangela se opuso públicamente a la aplicación de la vacuna contra el COVID -19 y utilizó su página de Instagram para criticar el tema. [ 19 ] El 20 de enero de 2022, la actriz fue hospitalizada en estado grave con secuelas de la enfermedad y casi tuvo que ser intubada, siendo estabilizada por médicos en la UCI (Centro de Terapia Intensiva). [ 20 ] [ 21 ] Tenía antecedentes de problemas respiratorios previos, como enfisema pulmonar y llegó al hospital con disnea (dificultad para respirar) y con baja saturación de oxígeno de acuerdo a los registros de oximetría de pulso. El vocero del Hospital Municipal José Rabello de Mello informó que la actriz confirmó que no se había aplicado ninguna dosis de la vacuna. [ 22 ] Fue dada de alta 3 días después, pero requirió soporte de oxígeno. [ 23 ] [ 24 ] [ 25 ] [ 26 ]
Debido a su negativa a vacunarse, en junio de 2022 la actriz fue eliminada del elenco de la telenovela Travessia, aún en fase de desarrollo por parte de TV Globo y se le impidió participar en cualquier otro trabajo hasta que fuera vacunada. En 2021, la emisora había determinado que todos sus empleados debían demostrar que estaban vacunados. [ 27 ]

## Muerte
El 3 de noviembre de 2023 68 años, enfermó en su casa y fue internada en el Hospital Municipal José Rabello de Mello de Guapimirim con paro cardiorrespiratorio. La actriz acabó falleciendo tras un fallido y refractario intento de reanimación realizado por los médicos de dicho hospital. [ 28 ]

## Trayectoria

### Telenovelas
- 2017 - A Força do Querer - Aurora
- 2016 - Josué y la tierra prometida - Mila
- 2014 - Imperio - Jurema
- 2012 - La guerrera - Esma
- 2011 - Aquele Beijo - Íntima Falcão[2]
- 2010 - Cuchicheos - Nicole
- 2008 - La favorita (telenovela) - Cilene (Jucilene maria gonzaga)
- 2006 - Cobras & Lagartos - Shirley Miranda
- 2005 - A Lua me Disse - Assunta
- 2004 - Señora del destino - Djenane / Edileuza
- 2001 - El clon - Noêmia
- 1999 - Suave veneno - Nazaré
- 1997 - Por amor - Magnólia
- 1996 - Malhação - Zizi
- 1994 - As Pupilas do Senhor Reitor - Teresa
- 1994 - Éramos Seis - Marion
- 1992 - Pedra sobre Pedra - Rosemary Pontes
- 1986 - Tudo ou nada - Guadalupe
- 1985 - Roque Santeiro - Marilda
- 1984 - Partido Alto - Cidinha
- 1983 - Voltei pra Você - Lucinha
- 1982 - Paraíso - Maria Rosa
- 1981 - Jogo da Vida - Mariúcha
- 1980 - Plumas & Paetês - Sandra
- 1979 - Feijão Maravilha - Adelaide
- 1978 - Te Contei? - Ritinha
- 1977 - Locomotivas - Patrícia
- 1976 - O feijão e o sonho - Cidoca
- 1976 - O Casarão - Mônica
- 1975 - Cuca Legal - Lu
- 1975 - Pecado Capital - Emilene
- 1974 - Supermanoela - Elizângela
- 1973 - Cavalo de Aço - Teresa
- 1972 - Bandeira 2 - Taís
- 1972 - O Bofe - Sandra
- 1971 - O Cafona - Dalva